# Merga tregoubovii
Merga tregoubovii är en nässeldjursart som beskrevs av Picard 1960. Merga tregoubovii ingår i släktet Merga och familjen Pandeidae. Inga underarter finns listade i Catalogue of Life.